# Zinaida Vasil'evna Konopljannikova
Zinaida Vasil'evna Konopljannikova, in russo Зинаида Васильевна Коноплянниковa? (San Pietroburgo, 14 novembre 1878 – Šlissel'burg, 29 agosto 1906), è stata una rivoluzionaria russa.

## Biografia
Diplomata maestra, insegnò in una scuola rurale del villaggio di Gostilicy, presso Peterhof. Nel 1902 fu messa sotto sorveglianza della polizia per possesso di libri e di propri scritti nei quali veniva negato Dio e ogni autorità che pretendeva di discendere da esso. Nel 1903 fu arrestata per propaganda rivoluzionaria tra i contadini e rinchiusa nella fortezza Pietro e Paolo, dalla quale fu rilasciata nell'aprile 1904. Nel 1905 scontò nuovamente un mese di carcere.
Inseritasi in un gruppo di combattimento socialrivoluzionario, la mattina del 13 agosto 1906 intercettò davanti alla stazione di Novyj Peterhof la carrozza del generale Min e della sua famiglia. Il generale, che lo scorso dicembre aveva comandato il reggimento Semënovskij nella repressione della rivolta di Mosca, rimase ucciso dai quattro colpi di pistola sparati dalla Konopljannikova che fu subito arrestata. Processata il 26 agosto dal tribunale militare riunito nella fortezza Pietro e Paolo, fu condannata a morte per impiccagione.
Il 28 agosto fu condotta nella fortezza di Šlissel'burg per l'esecuzione della sentenza, avvenuta la mattina dopo. Zinaida Konopljannikova si comportò sul patibolo con calma e quasi con allegria, a dire dei testimoni. Rifiutati i conforti religiosi, disse al carnefice: « Compagno, credimi: si alza ormai la stella di una meravigliosa felicità », un verso di Puškin.
Fu la prima donna a essere giustiziata in Russia nel XX secolo. Le sono intitolate strade a Tver' e a Petrozavodsk.